# Koukdjuak
Il fiume Koukdjuak (in inglese: Koukdjuak River) è un fiume canadese situato nel Nunavut, sull'isola di Baffin.
Nasce nei pressi del lago Nettilling e ha una lunghezza di 80 km. Sfocia nel nord della baia di Hudson e più precisamente nel Bacino di Foxe. Il primo esploratore non Inuit a raggiungerlo fu il canadese J. Dewey Soper.

## Fonte
- Kristofferson, A. H., R. D. Sopuck, and D. K. McGowan. Commercial Fishing Potential for Searun Arctic Charr, Koukdjuak River and Nettilling Lake, Northwest Territories. Canadian manuscript report of fisheries and aquatic sciences, no. 2120. Winnipeg: Fisheries and Oceans Canada, 1991.